# Halfdan Mahler
Halfdan Theodor Mahler (21. april 1923 i Vivild - 14. december 2016 i Schweiz) var en dansk cand.med. og tidligere generaldirektør for Verdenssundhedsorganisationen (WHO).
Mahler blev cand.med. fra Københavns Universitet i 1948 og blev ansat ved WHO i 1951. Han tilbragte næsten 10 år i Indien, hvor han var leder af det nationale tuberkuloseprogram. Han var fra 1962 til 1969 leder af afdelingen for tuberkulose ved WHO's hovedkvarter i Genève. I 1973 blev han valgt til WHO's generaldirektør og sad frem til 1988. Herefter var Mahler frem til 1995 generaldirektør for IPPF, verdens største organisation for familieplanlægning.